# أكسل جانسون
أكسل جانسون (بالسويدية: Axel Jansson)‏ هو سياسي سويدي، ولد في 14 ديسمبر 1916، وتوفي في 22 يونيو 1968. حزبياً، نشط في حزب اليسار. وقد انتخب عضو البرلمان السويدي ‏.